# خرما زرد
خرما زرد هي قرية في مقاطعة مراغة، إيران. عدد سكان هذه القرية هو 899 في سنة 2006.